# Blacus paganus
Blacus paganus är en stekelart som beskrevs av Alexander Henry Haliday 1835. Blacus paganus ingår i släktet Blacus och familjen bracksteklar. Arten är reproducerande i Sverige. Inga underarter finns listade.